# Classiques ardennaises
Les classiques ardennaises, parfois appelées « les Ardennaises », sont trois courses cyclistes sur route qui se tiennent à la mi-avril dans l'Ardenne belge et le Limbourg néerlandais. Les courses sont remarquables pour leurs nombreuses petites côtes et leur profil très vallonné, typique du relief du Massif ardennais. Ces trois épreuves ont lieu à proximité les unes des autres. Au cours des dernières années, les trois grandes classiques ont eu lieu sur 7-8 jours. 
Le qualificatif ardennaises adjoint au nom de ces trois classiques est à prendre dans un sens très large du point de vue géologique. Si le parcours de Liège-Bastogne-Liège est principalement tracé en Ardenne sauf pour le départ et l'arrivée en région liégeoise, la Flèche wallonne fait rarement et épisodiquement incursion en Ardenne mais arpente plutôt le Condroz alors que l'Amstel Gold Race se court dans le Sud des Pays-Bas dans le Limbourg néerlandais et la région géologique des collines du Heuvelland située au nord-ouest de l'Ardenne.
Il n'y a pas de compétition officielle reliant les trois courses, même s'il y eut dans le passé un classement regroupant les deux courses wallonnes appelé le Week-end ardennais. 
Au cours des dernières années, ces trois classiques vallonnées ont lieu dans la seconde moitié du mois d'avril, juste après les classiques flandriennes et la Flèche brabançonne.
Depuis 2017, les femmes disputent les trois classiques ardennaises. La Flèche wallonne est plus ancienne, elle est courue depuis 1998. L'Amstel Gold Race s'est également tenue entre 2001 et 2003.

## Calendrier
- Amstel Gold Race (troisième dimanche d'avril)
- Flèche wallonne (le mercredi suivant)
- Liège-Bastogne-Liège (quatrième dimanche d'avril), surnommée la « Doyenne », l'un des cinq Monuments du cyclisme.

## Palmarès

### Masculin

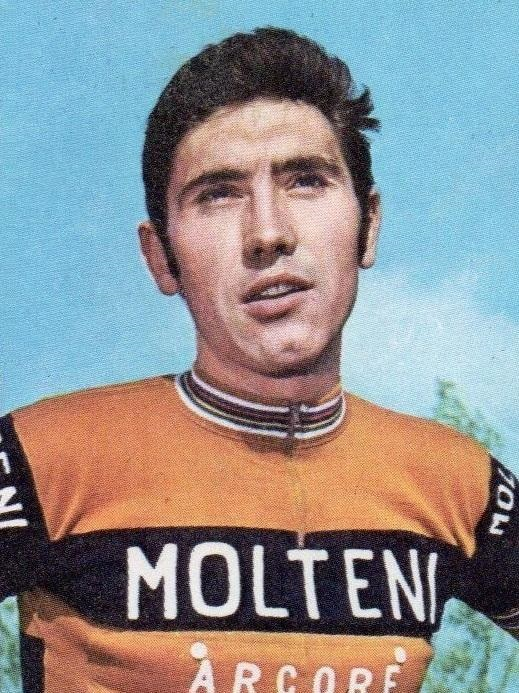
Eddy Merckx a remporté un record de 10 classiques ardennaises.

| Année     | Amstel Gold Race (NED) | Flèche wallonne (BEL)   | Liège-Bastogne-Liège (BEL) |                          |
| --------- | ---------------------- | ----------------------- | -------------------------- | ------------------------ |
| 1892      | Pas de courses         | Pas de courses          | Léon Houa                  |                          |
| 1893      | Pas de courses         | Pas de courses          | Léon Houa (2)              |                          |
| 1894      | Pas de courses         | Pas de courses          | Léon Houa (3)              |                          |
| 1894-1907 | Pas de courses         | Pas de courses          | Pas de courses             |                          |
| 1908      | Pas de courses         | Pas de courses          | André Trousselier          |                          |
| 1909      | Pas de courses         | Pas de courses          | Victor Fastre              |                          |
| 1910      | Pas de courses         | Pas de courses          | Pas de courses             |                          |
| 1911      | Pas de courses         | Pas de courses          | Joseph Van Daele           |                          |
| 1912      | Pas de courses         | Pas de courses          | Omer Verschoore            |                          |
| 1913      | Pas de courses         | Pas de courses          | Maurits Moritz             |                          |
| 1914-1918 | Pas de courses         | Pas de courses          | Pas de courses             |                          |
| 1919      | Pas de courses         | Pas de courses          | Leon Devos                 |                          |
| 1920      | Pas de courses         | Pas de courses          | Léon Scieur                |                          |
| 1921      | Pas de courses         | Pas de courses          | Louis Mottiat              |                          |
| 1922      | Pas de courses         | Pas de courses          | Louis Mottiat (2)          |                          |
| 1923      | Pas de courses         | Pas de courses          | René Vermandel             |                          |
| 1924      | Pas de courses         | Pas de courses          | René Vermandel (2)         |                          |
| 1925      | Pas de courses         | Pas de courses          | George Ronsse              |                          |
| 1926      | Pas de courses         | Pas de courses          | Dieudonne Smets            |                          |
| 1927      | Pas de courses         | Pas de courses          | Maurice Raes               |                          |
| 1928      | Pas de courses         | Pas de courses          | Ernest Mottard             |                          |
| 1929      | Pas de courses         | Pas de courses          | Alfons Schepers            |                          |
| 1930      | Pas de courses         | Pas de courses          | Hermann Buse               |                          |
| 1931      | Pas de courses         | Pas de courses          | Alfons Schepers (2)        |                          |
| 1932      | Pas de courses         | Pas de courses          | Marcel Houyoux             |                          |
| 1933      | Pas de courses         | Pas de courses          | François Gardier           |                          |
| 1934      | Pas de courses         | Pas de courses          | Theo Herckenrath           |                          |
| 1935      | Pas de courses         | Pas de courses          | Alfons Schepers (3)        |                          |
| 1936      | Pas de course          | Philémon De Meersman    | Albert Beckaert            |                          |
| 1937      | Pas de course          | Adolph Braeckeveldt     | Éloi Meulenberg            |                          |
| 1938      | Pas de course          | Émile Masson jr.        | Alfons Deloor              |                          |
| 1939      | Pas de course          | Edmond Delathouwer      | Albert Ritserveldt         |                          |
| 1940      | Pas de courses         | Pas de courses          | Pas de courses             |                          |
| 1941      | Pas de course          | Sylvain Grysolle        | Pas de course              |                          |
| 1942      | Pas de course          | Karel Thijs             | Pas de course              |                          |
| 1943      | Pas de course          | Marcel Kint             | Richard Depoorter          |                          |
| 1944      | Pas de course          | Marcel Kint (2)         | Pas de course              |                          |
| 1945      | Pas de course          | Marcel Kint (3)         | Jean Engels                |                          |
| 1946      | Pas de course          | Désiré Keteleer         | Prosper Depredomme         |                          |
| 1947      | Pas de course          | Ernest Sterckx          | Richard Depoorter (2)      |                          |
| 1948      | Pas de course          | Fermo Camellini         | Maurice Mollin             |                          |
| 1949      | Pas de course          | Rik Van Steenbergen     | Camille Danguillaume       |                          |
| 1950      | Pas de course          | Fausto Coppi            | Prosper Depredomme (2)     |                          |
| 1951      | Pas de course          | Ferdi Kübler            | Ferdi Kübler               |                          |
| 1952      | Pas de course          | Ferdi Kübler (2)        | Ferdi Kübler (2)           |                          |
| 1953      | Pas de course          | Stan Ockers             | Alois De Hertog            |                          |
| 1954      | Pas de course          | Germain Derycke         | Marcel Ernzer              |                          |
| 1955      | Pas de course          | Stan Ockers (2)         | Stan Ockers                |                          |
| 1956      | Pas de course          | Richard Van Genechten   | Fred De Bruyne             |                          |
| 1957      | Pas de course          | Raymond Impanis         | G.Derycke et F.Schoubben   | G.Derycke et F.Schoubben |
| 1958      | Pas de course          | Rik Van Steenbergen (2) | Fred De Bruyne (2)         |                          |
| 1959      | Pas de course          | Jos Hoevenaers          | Fred De Bruyne (3)         |                          |
| 1960      | Pas de course          | Pino Cerami             | Albertus Geldermans        |                          |
| 1961      | Pas de course          | Willy Vannitsen         | Rik Van Looy               |                          |
| 1962      | Pas de course          | Henri De Wolf           | Jef Planckaert             |                          |
| 1963      | Pas de course          | Raymond Poulidor        | Frans Melckenbeeck         |                          |
| 1964      | Pas de course          | Gilbert Desmet          | Willy Bocklant             |                          |
| 1965      | Pas de course          | Roberto Poggiali        | Carmine Preziosi           |                          |
| 1966      | Jean Stablinski        | Michele Dancelli        | Jacques Anquetil           |                          |
| 1967      | Arie den Hartog        | Eddy Merckx             | Walter Godefroot           |                          |
| 1968      | Harry Steevens         | Rik Van Looy            | Valere Van Sweevelt        |                          |
| 1969      | Guido Reybrouck        | Jos Huysmans            | Eddy Merckx                |                          |
| 1970      | Georges Pintens        | Eddy Merckx (2)         | Roger De Vlaeminck         |                          |
| 1971      | Frans Verbeeck         | Roger De Vlaeminck      | Eddy Merckx (2)            |                          |
| 1972      | Walter Planckaert      | Eddy Merckx (3)         | Eddy Merckx (3)            |                          |
| 1973      | Eddy Merckx            | André Dierickx          | Eddy Merckx (4)            |                          |
| 1974      | Gerrie Knetemann       | Frans Verbeeck          | Georges Pintens            |                          |
| 1975      | Eddy Merckx (2)        | André Dierickx          | Eddy Merckx (5)            |                          |
| 1976      | Freddy Maertens        | Joop Zoetemelk          | Joseph Bruyère             |                          |
| 1977      | Jan Raas               | Francesco Moser         | Bernard Hinault            |                          |
| 1978      | Jan Raas (2)           | Michel Laurent          | Joseph Bruyère (2)         |                          |
| 1979      | Jan Raas (3)           | Bernard Hinault         | Dietrich Thurau            |                          |
| 1980      | Jan Raas (4)           | Giuseppe Saronni        | Bernard Hinault (2)        |                          |
| 1981      | Bernard Hinault        | Daniel Willems          | Josef Fuchs                |                          |
| 1982      | Jan Raas (5)           | Mario Beccia            | Silvano Contini            |                          |
| 1983      | Phil Anderson          | Bernard Hinault (2)     | Steven Rooks               |                          |
| 1984      | Jacques Hanegraaf      | Kim Andersen            | Sean Kelly                 |                          |
| 1985      | Gerrie Knetemann       | Claude Criquielion      | Moreno Argentin            |                          |
| 1986      | Steven Rooks           | Laurent Fignon          | Moreno Argentin (2)        |                          |
| 1987      | Joop Zoetemelk         | Jean-Claude Leclercq    | Moreno Argentin (3)        |                          |
| 1988      | Jelle Nijdam           | Rolf Gölz               | Adrie van der Poel         |                          |
| 1989      | Eric Van Lancker       | Claude Criquielion (2)  | Sean Kelly (2)             |                          |
| 1990      | Adrie van der Poel     | Moreno Argentin         | Eric Van Lancker           |                          |
| 1991      | Frans Maassen          | Moreno Argentin (2)     | Moreno Argentin (4)        |                          |
| 1992      | Olaf Ludwig            | Giorgio Furlan          | Dirk De Wolf               |                          |
| 1993      | Rolf Järmann           | Maurizio Fondriest      | Rolf Sørensen              |                          |
| 1994      | Johan Museeuw          | Moreno Argentin (3)     | Evgueni Berzin             |                          |
| 1995      | Mauro Gianetti         | Laurent Jalabert        | Mauro Gianetti             |                          |
| 1996      | Stefano Zanini         | Lance Armstrong         | Pascal Richard             |                          |
| 1997      | Bjarne Riis            | Laurent Jalabert (2)    | Michele Bartoli            |                          |
| 1998      | Rolf Järmann (2)       | Bo Hamburger            | Michele Bartoli (2)        |                          |
| 1999      | Michael Boogerd        | Michele Bartoli         | Frank Vandenbroucke        |                          |
| 2000      | Erik Zabel             | Francesco Casagrande    | Paolo Bettini              |                          |
| 2001      | Erik Dekker            | Rik Verbrugghe          | Oscar Camenzind            |                          |
| 2002      | Michele Bartoli        | Mario Aerts             | Paolo Bettini (2)          |                          |
| 2003      | Alexandre Vinokourov   | Igor Astarloa           | Tyler Hamilton             |                          |
| 2004      | Davide Rebellin        | Davide Rebellin         | Davide Rebellin            |                          |
| 2005      | Danilo Di Luca         | Danilo Di Luca          | Alexandre Vinokourov       |                          |
| 2006      | Fränk Schleck          | Alejandro Valverde      | Alejandro Valverde         |                          |
| 2007      | Stefan Schumacher      | Davide Rebellin (2)     | Danilo Di Luca             |                          |
| 2008      | Damiano Cunego         | Kim Kirchen             | Alejandro Valverde (2)     |                          |
| 2009      | Sergueï Ivanov         | Davide Rebellin (3)     | Andy Schleck               |                          |
| 2010      | Philippe Gilbert       | Cadel Evans             | Alexandre Vinokourov (2)   |                          |
| 2011      | Philippe Gilbert (2)   | Philippe Gilbert        | Philippe Gilbert           |                          |
| 2012      | Enrico Gasparotto      | Joaquim Rodríguez       | Maxim Iglinskiy            |                          |
| 2013      | Roman Kreuziger        | Daniel Moreno           | Daniel Martin              |                          |
| 2014      | Philippe Gilbert (3)   | Alejandro Valverde (2)  | Simon Gerrans              |                          |
| 2015      | Michał Kwiatkowski     | Alejandro Valverde (3)  | Alejandro Valverde (3)     |                          |
| 2016      | Enrico Gasparotto (2)  | Alejandro Valverde (4)  | Wout Poels                 |                          |
| 2017      | Philippe Gilbert (4)   | Alejandro Valverde (5)  | Alejandro Valverde (4)     |                          |
| 2018      | Michael Valgren        | Julian Alaphilippe      | Bob Jungels                |                          |
| 2019      | Mathieu van der Poel   | Julian Alaphilippe (2)  | Jakob Fuglsang             |                          |
| 2020      | Pas de course          | Marc Hirschi            | Primož Roglič              |                          |
| 2021      | Wout van Aert          | Julian Alaphilippe (3)  | Tadej Pogačar              |                          |
| 2022      | Michał Kwiatkowski (2) | Dylan Teuns             | Remco Evenepoel            |                          |
| 2023      | Tadej Pogačar          | Tadej Pogačar           | Remco Evenepoel (2)        |                          |
| 2024      | Tom Pidcock            | Stephen Williams        | Tadej Pogačar (2)          |                          |
| 2025      | Mattias Skjelmose      | Tadej Pogačar (2)       | Tadej Pogačar (3)          |                          |

### Féminin
| Année | Amstel Gold Race (NED) | Flèche Wallonne (BEL)    | Liège-Bastogne-Liège (BEL)   |
| ----- | ---------------------- | ------------------------ | ---------------------------- |
| 1998  | Pas de course          | Fabiana Luperini         | Pas de course                |
| 1999  | Pas de course          | Hanka Kupfernagel        | Pas de course                |
| 2000  | Pas de course          | Geneviève Jeanson        | Pas de course                |
| 2001  | Debby Mansveld         | Fabiana Luperini (2)     | Pas de course                |
| 2002  | Leontien van Moorsel   | Fabiana Luperini (3)     | Pas de course                |
| 2003  | Nicole Cooke           | Nicole Cooke             | Pas de course                |
| 2004  | Pas de course          | Sonia Huguet             | Pas de course                |
| 2005  | Pas de course          | Nicole Cooke (2)         | Pas de course                |
| 2006  | Pas de course          | Nicole Cooke (3)         | Pas de course                |
| 2007  | Pas de course          | Marianne Vos             | Pas de course                |
| 2008  | Pas de course          | Marianne Vos (2)         | Pas de course                |
| 2009  | Pas de course          | Marianne Vos (3)         | Pas de course                |
| 2010  | Pas de course          | Emma Pooley              | Pas de course                |
| 2011  | Pas de course          | Marianne Vos (4)         | Pas de course                |
| 2012  | Pas de course          | Evelyn Stevens           | Pas de course                |
| 2013  | Pas de course          | Marianne Vos (5)         | Pas de course                |
| 2014  | Pas de course          | Pauline Ferrand-Prévot   | Pas de course                |
| 2015  | Pas de course          | Anna van der Breggen     | Pas de course                |
| 2016  | Pas de course          | Anna van der Breggen (2) | Pas de course                |
| 2017  | Anna van der Breggen   | Anna van der Breggen (3) | Anna van der Breggen         |
| 2018  | Chantal Blaak          | Anna van der Breggen (4) | Anna van der Breggen (2)     |
| 2019  | Katarzyna Niewiadoma   | Anna van der Breggen (5) | Annemiek Van Vleuten         |
| 2020  | Pas de course          | Anna van der Breggen (6) | Elizabeth Deignan            |
| 2021  | Marianne Vos           | Anna van der Breggen (7) | Demi Vollering               |
| 2022  | Marta Cavalli          | Marta Cavalli            | Annemiek van Vleuten (2)     |
| 2023  | Demi Vollering         | Demi Vollering           | Demi Vollering (2)           |
| 2024  | Marianne Vos (2)       | Katarzyna Niewiadoma     | Grace Brown                  |
| 2025  | Mischa Bredewold       | Puck Pieterse            | Kimberley Le Court de Billot |

## Statistiques
Les seuls coureurs à avoir réalisé le triplé la même année sont, chez les hommes, Davide Rebellin en 2004 et Philippe Gilbert en 2011, ainsi que, chez les femmes, Anna van der Breggen en 2017 et Demi Vollering en 2023. 
Cinq autres coureurs ont gagné l'ensemble des trois courses au cours de leur carrière, mais pas la même année. Il s'agit du Belge Eddy Merckx, du Français Bernard Hinault, des Italiens Danilo Di Luca et Michele Bartoli et du Slovène Tadej Pogačar.
Par ailleurs, Ferdi Kübler a remporté en 1951 et 1952 la Flèche wallonne et Liège-Bastogne-Liège, alors que l'Amstel Gold Race n'existait pas encore. Une performance similaire a été réalisée par Stan Ockers en 1955. Nicole Cooke a gagné en 2003 l'Amstel Gold Race et la Flèche wallonne, alors que Liège-Bastogne-Liège n'avait pas encore vu le jour pour les femmes.
Ci-dessous les coureurs avec le plus grand nombre de victoires totales dans les classiques ardennaises.
En gras, les coureurs ou coureuse ayant remporté chacune des trois courses.
| Pos. | Coureur              | AGR | FW | LBL | Total |
| ---- | -------------------- | --- | -- | --- | ----- |
| 1    | Eddy Merckx          | 2   | 3  | 5   | 10    |
| 2    | Alejandro Valverde   | 0   | 5  | 4   | 9     |
| 3    | Moreno Argentin      | 0   | 3  | 4   | 7     |
| 4    | Philippe Gilbert     | 4   | 1  | 1   | 6     |
| 4    | Tadej Pogačar        | 1   | 2  | 3   | 6     |
| 6    | Jan Raas             | 5   | 0  | 0   | 5     |
| 6    | Davide Rebellin      | 1   | 3  | 1   | 5     |
| 6    | Bernard Hinault      | 1   | 2  | 2   | 5     |
| 9    | Michele Bartoli      | 1   | 1  | 2   | 4     |
| 9    | Ferdi Kübler         | 0   | 2  | 2   | 4     |
| 11   | Julian Alaphilippe   | 0   | 3  | 0   | 3     |
| 11   | Fred De Bruyne       | 0   | 0  | 3   | 3     |
| 11   | Danilo Di Luca       | 1   | 1  | 1   | 3     |
| 11   | Léon Houa            | 0   | 0  | 3   | 3     |
| 11   | Stan Ockers          | 0   | 2  | 1   | 3     |
| 11   | Alfons Schepers      | 0   | 0  | 3   | 3     |
| 11   | Alexandre Vinokourov | 1   | 0  | 2   | 3     |

Chez les femmes, huit coureuses ont gagné plusieurs classiques ardennaises.
| Pos. | Coureur              | AGR | FW | LBL | Total |
| ---- | -------------------- | --- | -- | --- | ----- |
| 1    | Anna van der Breggen | 1   | 7  | 2   | 10    |
| 2    | Marianne Vos         | 2   | 5  | 0   | 7     |
| 3    | Nicole Cooke         | 1   | 3  | 0   | 4     |
| 3    | Demi Vollering       | 1   | 1  | 2   | 4     |
| 5    | Fabiana Luperini     | 0   | 3  | 0   | 3     |
| 6    | Marta Cavalli        | 1   | 1  | 0   | 2     |
| 6    | Katarzyna Niewiadoma | 1   | 1  | 0   | 2     |
| 6    | Annemiek Van Vleuten | 0   | 0  | 2   | 2     |